# Split
Split (/ˈsplɪt/, như trong từ tiếng Anh split; phát âm tiếng Serbia-Croatia: [splît] ⓘ; xem tên khác) là thành phố lớn thứ hai của Croatia, đồng thời là thành phố lớn nhất vùng Dalmatia. Nó nằm bên bờ phía đông của biển Adriatic và trải dài trên một bán đảo trung tâm và vùng phụ cận. Là một trung tâm vận tải liên vùng và một điểm đến du lịch nổi tiếng, thành phố có mối quan hệ lịch sử với quần đảo Adriatic và bán đảo Ý.
Thành phố được thành lập như thuộc địa Hy Lạp của Aspálathos (tiếng Hy Lạp: Aσπάλαθος) vào thế kỷ thứ 3 hoặc 2 TCN trên bờ biển Dalmatae của người Illyria, và sau này là vị trí Cung điện của Diocletianus được xây dựng cho hoàng đế La Mã Diocletianus vào năm 305 sau Công nguyên. Nó trở thành một khu định cư nổi bật vào khoảng năm 650 khi trở thành thủ phủ mới của tỉnh La Mã Dalmatia, thay thế Salona. Sau khi đánh đuổi người Avar và Slav ra khỏi Salona, thành lũy cung điện của Diocletianus trở thành nơi ở cho những người La Mã tị nạn. Split trở thành một thành phố của đế quốc Byzantine. Sau đó nó trở thành một phần lãnh thổ của Cộng hòa Venezia và Vương quốc Croatia nhưng trên danh nghĩa người Byzantine vẫn giữ được quyền độc tôn. Trong Trung và Hậu kỳ Trung Cổ, Split được hưởng quyền tự trị như một thành phố tự do của thành bang Dalmatia, bị kẹt giữa cuộc chiến tranh của Venezia và Croatia để giành quyền kiểm soát các thành phố Dalmatia.
Venezia cuối cùng chiếm ưu thế trong thời kỳ cận đại, Split vẫn là một thành phố của Venezia, trở thành một tiền đồn kiên cố được bao quanh bởi lãnh thổ đế quốc Ottoman. Vùng nội địa trên đất liền của nó đã giành lại được từ tay người Ottoman trong Chiến tranh Morea năm 1699. Đến năm 1797, khi Venezia thất thủ trước Napoléon Bonaparte, Hiệp ước Campo Formio trao thành phố này về cho Quân chủ Habsburg. Năm 1805, Hòa ước Pressburg thêm nó vào Vương quốc Ý của Napoléon nhưng chỉ sau đó một năm, nó được đưa vào lãnh thổ Đệ Nhất Đế chế Pháp, trở thành một phần của tỉnh Illyrian vào năm 1809. Sau khi bị chiếm đóng vào năm 1813, nó cuối cùng được trao lại cho Đế quốc Áo sau Đại hội Viên, và nó trở thành một phần của Vương quốc Dalmatia thuộc Áo cho đến khi Đế quốc Áo-Hung sụp đổ vào năm 1918, cùng với sự hình thành của Vương quốc Nam Tư. Trong Chiến tranh thế giới lần thứ hai, thành phố bị Phát xít Ý sáp nhập trước khi được giải phóng bởi những người Đội viên du kích Nam Tư sau khi Ý đầu hàng năm 1943 theo hiệp ước đình chiến Cassibile. Thành phố bị Đức tái chiếm sau đó trao cho Chính phủ bù nhìn của Croatia. Thành phố được giải phóng một lần nữa bởi Đảng Cộng hòa vào năm 1944 và được sáp nhập vào Cộng hòa Liên bang Xã hội chủ nghĩa Nam Tư sau chiến tranh, như một phần của nước Cộng hòa Xã hội chủ nghĩa Croatia. Năm 1991, Croatia ly khai khỏi Nam Tư trong chiến tranh giành độc lập.

## Tên nguyên
Theo một lý thuyết phổ biến, tên của thành phố lấy từ tên của loài cây đậu móng gai (Calicotome spinosa, ασπάλαθος trong tiếng Hy Lạp), sau đó thuộc địa Hy Lạp của Aspálathos (Aσπάλαθος) hoặc Spálathos (Σπάλαθος) được đặt tên. Giả thuyết này là không rõ ràng vì cây đậu móng Tây Ban Nha (Spartium junceum, brnistra hoặc žuka trong tiếng Croatia), một loại cây rất phổ biến trong khu vực. Tuy nhiên, chúng là những loài có hoa giống nhau nên có thể hiểu được sự nhầm lẫn nảy sinh như thế nào.
Khi thành phố trở thành một phần của đế quốc La Mã, tên Latinh của nó là Spalatum hoặc Aspalatum trong thời Trung Cổ đã phát triển thành Aspalathum, Spalathum, Spalatrum, và Spalatro trong tiếng Dalmatia của cư dân Rôman của thành phố. Tiếng Croatia gọi là Split hoặc Spljet trong khi phiên bản bằng tiếng Ý vẫn là Spalato đã trở thành tên quốc tế phổ biến đầu thời kỳ hiện đại. Vào cuối thế kỷ 19, cái tên Croatia ngày càng trở nên nổi tiếng, và chính thức thay thế Spalato ở vương quốc Nam Tư sau Chiến tranh thế giới lần thứ nhất.
Trong một khoảng thời gian đáng kể, nguồn gốc của cái tên bị cho là có liên quan đến từ tiếng Latinh palatium có nghĩa là "cung điện", tham chiếu đến sự hiện diện Cung điện của Diocletianus nằm ở trung tâm thành phố. Nhiều lý thuyết khác nhau đã được phát triển, chẳng hạn như quan điểm cho rằng cái tên này bắt nguồn từ S. Palatium, tên viết tắt của Salonae Palatium. Tên nguyên sai lầm từ "cung điện" là do Hoàng đế Byzantine Konstantinos VII sau đó được nhà sử học Thomas the Archdeacon đề cập đến. Tuy nhiên, thành phố này lâu đời hơn cung điện vài thế kỷ.

## Lịch sử

### Thời cổ đại
Mặc dù sự khởi đầu của Split theo truyền thống gắn liền với việc xây dựng Cung điện của Diocletianus vào năm 305, nhưng  thành phố được thành lập trước đó vài thế kỷ với tư cách là thuộc địa Hy Lạp Aspálathos hay Spálathos. Đó là thuộc địa của thành bang Issa, ngày nay là thị trấn hiện đại Vis, chính nó lại là một thuộc địa của thành phố Siracusa trên đảo Sicilia. Người ta không biết chính xác năm thành lập thành phố, nhưng người ta ước tính là vào thế kỷ thứ 3 hoặc thứ 2 trước Công nguyên. Khu định cư của người Hy Lạp sinh sống nhờ hoạt động giao thương với các bộ lạc người Illyria xung quanh, chủ yếu là Dalmatae.
Sau cuộc chiến tranh Illyria năm 229 và 219 trước Công nguyên, thành phố Salona chỉ cách Spálathos một quãng ngắn trở thành thủ phủ của tỉnh La Mã Dalmatia và là một trong những thành phố lớn nhất cuối đế chế với 60.000 dân. Lịch sử của Spálathos trở nên mờ mịt trong một thời gian khi bị lu mờ bởi Salona gần đó. Hoàng đế La Mã Diocletianus trị vì từ năm 284-305 bắt đầu cho xây dựng một cung điện sang trọng được bảo vệ nghiêm ngặt hướng ra biển gần thành phố quê hương Salona của ông. Và ông đã chọn Spálathos (hoặc Spalatum trong tiếng Latinh). Cung điện được xây dựng như một quần thể kiến trúc đồ sộ, giống như một pháo đài quân sự của người La Mã. Cung điện và thành phố Spalatum hình thành xung quanh nó đã có lúc là nơi sinh sống của một lượng lớn dân số từ 8.000-10.000 người.
Từ năm 475 đến năm 480, cung điện là nơi ở của Julius Nepos, vị Hoàng đế cuối cùng được công nhận của đế quốc Tây La Mã. Salona bị rơi vào tay của Vương quốc Ostrogoth vào năm 493 như hầu hết lãnh thổ của Dalmatia nhưng hoàng đế Justinianus I đã giành lại Dalmatia vào năm 535–536.
Người Avar Pannonia phá hủy Salona vào năm 639. Những người La Mã sống sót chạy trốn đến các hòn đảo gần đó. Khu vực Dalmatia và khu vực bờ biển của nó vào thời điểm này đã được định cư bởi các bộ lạc người Croatia, một dân tộc Slav Nam sống phụ thuộc vào người Avar. Người Salona giành lại vùng đất dưới thời Severus Đại đế vào năm 650 và định cư trong cung điện 300 năm tuổi của Diocletianus, nơi không thể bị các bộ tộc Slav ở đại lục vây hãm hiệu quả. Hoàng đế Konstans II trao cho họ nhiệm vụ hoàng gia với tư cách là thành phố Spalatum áp đặt người Slav Croatia vào thời điểm đó là đồng minh của Đông La Mã chống lại người Avar, chấm dứt thù địch. Đền thờ Jupiter trở thành nơi dành riêng cho Đức Trinh Nữ Maria và phần còn lại của nhà thờ Thánh Domnius từ đống đổ nát của Salona được xây dựng trở thành Nhà thờ chính tòa Thánh Domnius, trở thành trụ sở mới của giáo phận Salona. Năm 1100, tháp chuông trở thành biểu tượng chính của thành phố được xây dựng và dành riêng cho Thánh Domnius, sau đó được coi là vị thánh bảo trợ của thành phố.

### Thời kỳ Byzantine và Hungary
Cho đến khi xảy ra vụ cướp phá Constantinople, Split vẫn thuộc quyền sở hữu tạm thời của Đế quốc Byzantine với tư cách là một công quốc dưới sự quản lý của Tổng giáo chủ của Ravenna và sau năm 751 là Jadera (Zadar). Tuy nhiên, vùng nội địa của nó hiện là quê hương của công quốc Croatia. Trong thời kỳ này, một ngôn ngữ Dalmatia độc lập phát triển từ tiếng Latinh trở thành ngôn ngữ địa phương riêng biệt. Cư dân của thành phố gọi nó là Spalatrum hoặc Spalatro, một trong những thành phố chính của Dalmatia.
Năm 925, Vương quốc Croatia của Tomislav nổi lên ở vùng nội địa của thành phố, trung tâm tại Nin với tư cách là đồng minh của Byzantine chống lại Simeon I của Bulgaria, mặc dù không nhận được bất kỳ quyền lực nào từ Hoàng đế đối với các thành phố Dalmatia. Với sự nổi lên đối địch giám mục của Nin, đứng đầu là Giám mục Gregory đã cố gắng đưa tiếng Slav làm ngôn ngữ phục vụ tôn giáo. Hội đồng tôn giáo Split ra sắc lệnh, không ai được phép cử hành các nghi lễ tôn giáo bằng ngôn ngữ Slav mà chỉ được sử dụng bằng tiếng Latinh và tiếng Hy Lạp, và không ai nói tiếng Slav trở thành đại diện cho thánh thần.
Trong suốt thế kỷ 9 và 10, Split bị đánh phá bởi người Narentine. Do đó, thành phố đã đề nghị trung thành với Venezia. Đến năm 998, tổng trấn Venezia là Pietro II Orseolo dẫn đầu một cuộc thám hiểm hải quân lớn đánh bại Narentine ngay trong năm. Sau khi được sự cho phép của Hoàng đế Basíleios II ở Constantinople, Pietro II Orseolo tự xưng là công tước xứ Dalmatia. Năm 1019, Byzantine khôi phục quyền kiểm soát trực tiếp đối với Dalmatia. Tước hiệu "Công tước xứ Dalmatia" dường như đã bị tước bỏ vào thời điểm này bởi các tổng trấn Venezia. Năm 1069, vua của Croatia Peter Krešimir IV giành quyền kiểm soát các hòn đảo và thành phố của Dalmatia bao gồm cả Split, kéo dài xuống phía nam đến Neretva. Các thành phố ven biển vẫn duy trì sự tự trị và trên danh nghĩa vẫn thuộc Đế quốc Byzantine, nhưng thực chất là đã trở thành thần dân của vua Croatia.
Sau cái chết của vua Stjepan II vào năm 1091, một thời kỳ khủng hoảng kế vị tiếp theo ở Croatia diễn ra với việc vua Ladislaus I của Hungary can thiệp vào cuộc chiến. Hoàng đế Byzantine Alexios I Komnenos đã tận dụng lợi thế này để đưa lãnh thổ Dalmatia cũ về đế quốc. Năm 1096, Alexios I lúc đó đang tham gia cuộc thập tự chinh thứ nhất, đã trao quyền quản lý Dalmatia cho tổng trấn Venezia.
Năm 1105, Kálmán của Hungary sau khi chinh phục Vương quốc Croatia, đã từ bỏ liên minh với Venezia, và di chuyển đến các thị trấn ven biển, bao vây và chiếm đóng Zadar, Split và Trogir, sau đó quyết định đầu hàng khi được đảm bảo về các đặc quyền xưa cũ. Các quyền được cấp cho thành phố và được xác nhận lại bởi các điều lệ mới là rất đáng kể. Split không phải để cống nạp, nó được chọn bá tước và tổng giám mục của riêng mình mà nhà vua sẽ xác nhận. Thành phố cũng được giữ lại các luật La Mã cũ và chỉ định thẩm phán của riêng mình. Lợi nhuận từ thương mại được phân chia giữa bá tước, tổng giám mục và nhà vua, không có người nước ngoài nào được sống trong các bức tường của thành phố khi công dân không cho phép. Các quyền này thường được các vị vua Hungary đề cao, nhưng không thể tránh khỏi những sự cố vi phạm.
Sau cái chết của vua Kálmán vào năm 1116, tổng trấn Ordelafo Faliero trên đường trở về từ Quốc gia Thập tự chinh đã chiếm lại tất cả các thành phố của Dalmatia và cả các thành phố ven biển của Croatia như Biograd và Šibenik. Tuy nhiên, vào năm 1117, ông đã bị đánh bại và bị giết trong trận chiến mới với người Hungary dưới thời vua István II và Split một lần nữa thừa nhận quyền thống trị của Hungary. Nhưng tổng trấn mới Domenico Michiel nhanh chóng đánh bại người Hungary một lần nữa và khôi phục quyền lực của Venezia tại đây vào năm 1118. Năm 1124, trong khi tổng trấn tham gia chống lại đế quốc Byzantine lúc này đã là thù địch với Venezia, István II nhanh chóng chiếm lại Split và Trogir mà không gặp phải bất cứ sự kháng cự nào. Tuy nhiên, khi Michele trở lại vào năm 1127 và đẩy người Hungary ra khỏi thành phố đã phá hủy hoàn toàn Biograd, nơi ngự trị của các vị vua Croatia mà người Hungary đang cố gắng thiết lập để làm đối thủ với Zadar của Venezia.
Các thành phố vẫn nằm trong tay người Venezia mà không có sự tranh chấp trong thời trị vì của Béla II. Nhưng vào năm 1141, người kế vị của ông là vua Géza II sau khi chinh phục các vùng đất của Bosnia đã hành quân đến Split và Trogir, cả hai thành phố đều tự nguyện chấp nhận ông làm lãnh chúa. Đây hóa ra là một cuộc chinh phục chấm dứt, vì người Venezia đã không quay trở lại Split trong 186 năm sau đó.
Tuy nhiên, trong giai đoạn đó, Split được chứng kiến một lần khôi phục quyền lực ngắn hạn (và cuối cùng) của Đế quốc ở Dalmatia. Hoàng đế Byzantine Manuel I Komnenos bắt đầu các chiến dịch chống lại Vương quốc Croatia và Hungary vào năm 1151. Đến năm 1164, ông đã bảo đảm sự phục tùng của các thành phố Dalmatia trở lại dưới sự cai trị của đế quốc. Giành chiến thắng quyết định trước Vương quốc Croatia và Hungary vào năm 1167 trong trận Sirmium để củng cố thành quả của mình. Tuy nhiên, hoàng đế lại đột ngột đoạn tuyệt với Venezia, và gửi một hạm đội gồm 150 tàu đến biển Adriatic. Sự chia rẽ vẫn nằm trong tay người Byzantine cho đến khi Manuel qua đời vào năm 1180, Béla III của Hungary chuyển sang khôi phục quyền lực của Hungary ở Dalmatia. Thành phố vẫn trung thành với Đế quốc, chống lại sự tái lập quyền cai trị của người Hungary, và do đó, thành phố đã bị trừng phạt.
Trong cuộc nội chiến Hungary kéo dài 20 năm giữa vua Sigismund và nhà Capet của Vương quốc Napoli, đối thủ thua cuộc là Ladislaus của Naples đã phải bán quyền tranh chấp của mình trên Dalmatia cho Cộng hòa Venezia với giá 100.000 ducat. Hành động là chính là lý do Cộng hòa Venezia đã tiếp quản thành phố vào năm 1420.

## Địa lý và khí hậu
Split nằm trên một bán đảo giữa phần phía đông của vịnh Kaštela và eo biển Split. Đồi Marjan cao 178 mét (584 ft) ở phía tây của bán đảo.Hai rặng núi Mali Kozjak cao 779 mét (2.556 ft) và Mosor cao 1.339 mét (4.393 ft) bảo vệ thành phố từ phía bắc và đông bắc, đồng thời ngăn cách nó với vùng nội địa.
Split có khí hậu cận nhiệt đới ẩm và Địa Trung Hải theo phân loại khí hậu Köppen, vì chỉ một tháng mùa hè có lượng mưa dưới 40 mm (1,6 in) khiến nó không bị phân loại là cận nhiệt đới ẩm hoặc Địa Trung Hải đơn thuần. Nó có mùa hè nóng và khô vừa phải, trong khi mùa đông ẩm ướt và ôn hòa, đôi khi cảm thấy lạnh vì những cơn gió Bora thổi xuống từ hướng bắc. Lượng mưa trung bình hàng năm là hơn 820 mm (32,28 in). Tháng Giêng là tháng lạnh nhất khi nhiệt độ thấp trung bình dao động quanh 5 °C (41 °F) trong khi tháng 7 là tháng nóng nhất, với nhiệt độ cao trung bình khoảng 30 °C (86 °F). Tháng mười một là tháng ẩm ướt nhất, với tổng lượng mưa gần 113 mm (4,45 in) và 12 ngày mưa. Tháng 7 cũng chính là tháng khô nhất, với tổng lượng mưa chỉ là khoảng 26 mm (1,02 in). Mùa đông là mùa ẩm ướt nhất, tuy nhiên trời có thể mưa ở Split vào bất kỳ thời điểm nào trong năm. Tuyết tại đây hiếm gặp, chỉ khoảng một vài ngày trong năm từ tháng 12 đến tháng 2. Vào tháng 2 năm 2012, Split nhận được lượng tuyết lớn bất thường gây ra các vấn đề lớn về giao thông. Split nhận được hơn 2.600 giờ nắng hàng năm.

## Kinh tế

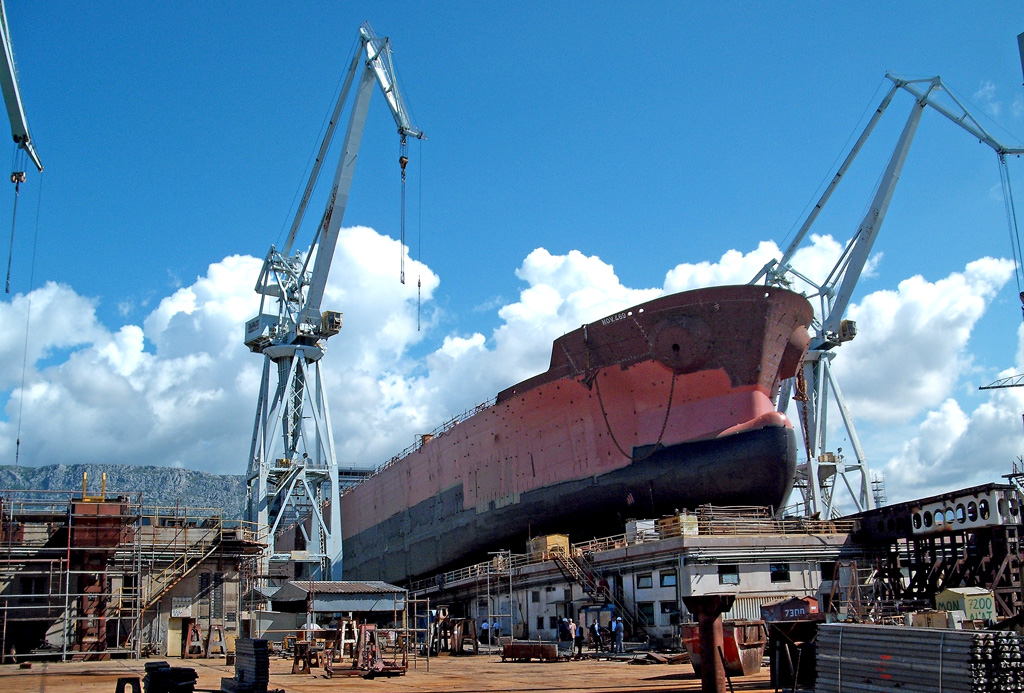
Nhà máy đóng tàu Brodosplit

Nền kinh tế của Split vẫn đang hứng chịu ảnh hưởng từ Suy thoái kinh tế do chuyển sang nền kinh tế thị trường và tư nhân hóa. Tuy nhiên, vào thời kỳ Nam Tư, thành phố này đã là một trung tâm kinh tế quan trọng với cơ sở kinh tế. công nghiệp hiện đại và đa dạng gồm đóng tàu, hóa chất, thực phẩm, nhựa, dệt may, sản xuất giấy, và du lịch. Năm 1981, GDP bình quân đầu người của thành phố này cao hơn trung bình của toàn Nam Tư là 37%. Ngày nay, hầu hết các nhà máy đã ngừng hoạt động, và thành phố đang cố gắng tập trung vào thương mại và dịch vụ, do đó để lại một số lượng lớn đáng báo động công nhân nhà máy thất nghiệp.
Brodosplit là nhà máy đóng tàu lớn nhất Croatia với khoảng 2.300 công nhân, và đã đóng hơn 350 tàu bao gồm tàu chở dầu, container, dàn khoan xa bờ, khinh hạm, tàu ngầm, tàu tuần tra và tàu chở khách. Phần lớn các tàu đóng mới là theo đơn đặt hàng của các đối tác nước ngoài.
Ngày nay, nền kinh tế của thành phố chủ yếu dựa vào thương mại và du lịch với một số ngành công nghiệp cũ đang được hồi sinh một phần, chẳng hạn như thực phẩm (đánh bắt cá, ô liu, sản xuất rượu), giấy, bê tông và hóa chất. Kể từ năm 1998, Split là nơi tổ chức Triển lãm Tàu thuyền Croatia thường niên.

## Văn hóa

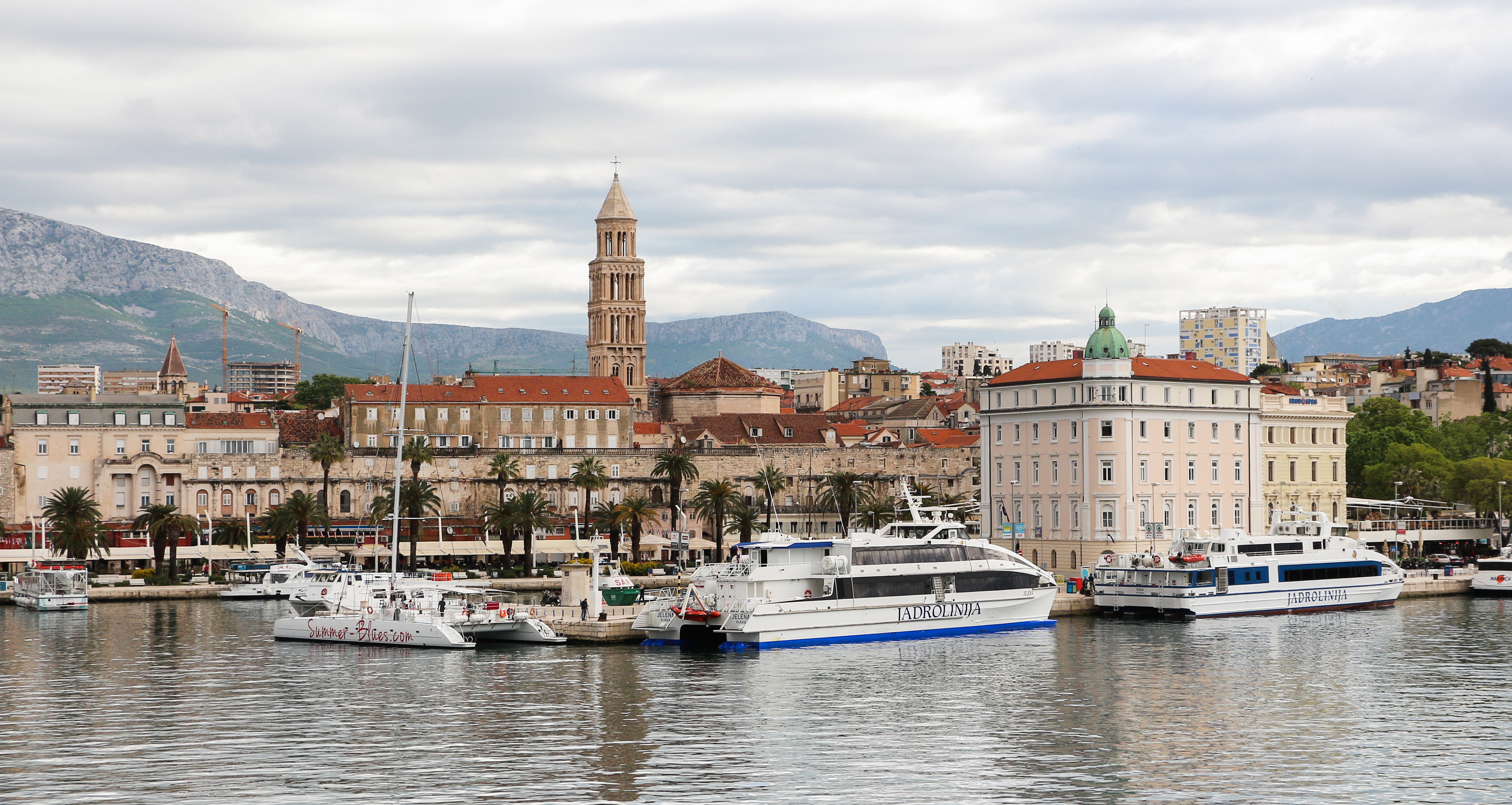
Cung điện của Diocletianus, trung tâm thành phố cổ Split.

Năm 1979, trung tâm lịch sử của Split được UNESCO công nhận là Di sản thế giới. Split được cho là một trong những trung tâm văn hóa của Croatia. Truyền thống văn học tại đây có thể bắt nguồn từ thời Trung Cổ, với những cái tên như nhà thơ nổi tiếng thời kỳ Phục hưng Marko Marulić, hay như nhà văn hiện đại Miljenko Smoje nổi tiếng với serie truyền hình Malo misto và Velo misto với phần sau đề cập đến sự phát triển trở thành thành phố hiện đại của Split.
Bất chấp bối cảnh và nhân vật đầy màu sắc, cũng như truyền thống điện ảnh có thể bắt nguồn từ các tác phẩm đầu thế kỷ 20 của đạo diễn Josip Karaman nhưng có tương đối ít phim được quay trong hoặc xung quanh Split. Tuy nhiên, thành phố đã sản sinh ra một số diễn viên nổi tiếng, đáng chú ý nhất là Boris Dvornik.
Cũng được biết đến là nhà soạn nhạc Ivo Tijardović với tác phẩm operetta Little Floramye. Cả Smoje và Tijardović đều là những nghệ sĩ nổi tiếng được cho là đại diện cho truyền thống Split cũ đang dần chết đi do thành phố bị quá tải bởi một lượng lớn người di cư từ vùng nông thôn trong nội địa chưa phát triển đến đây.